# Cercopi

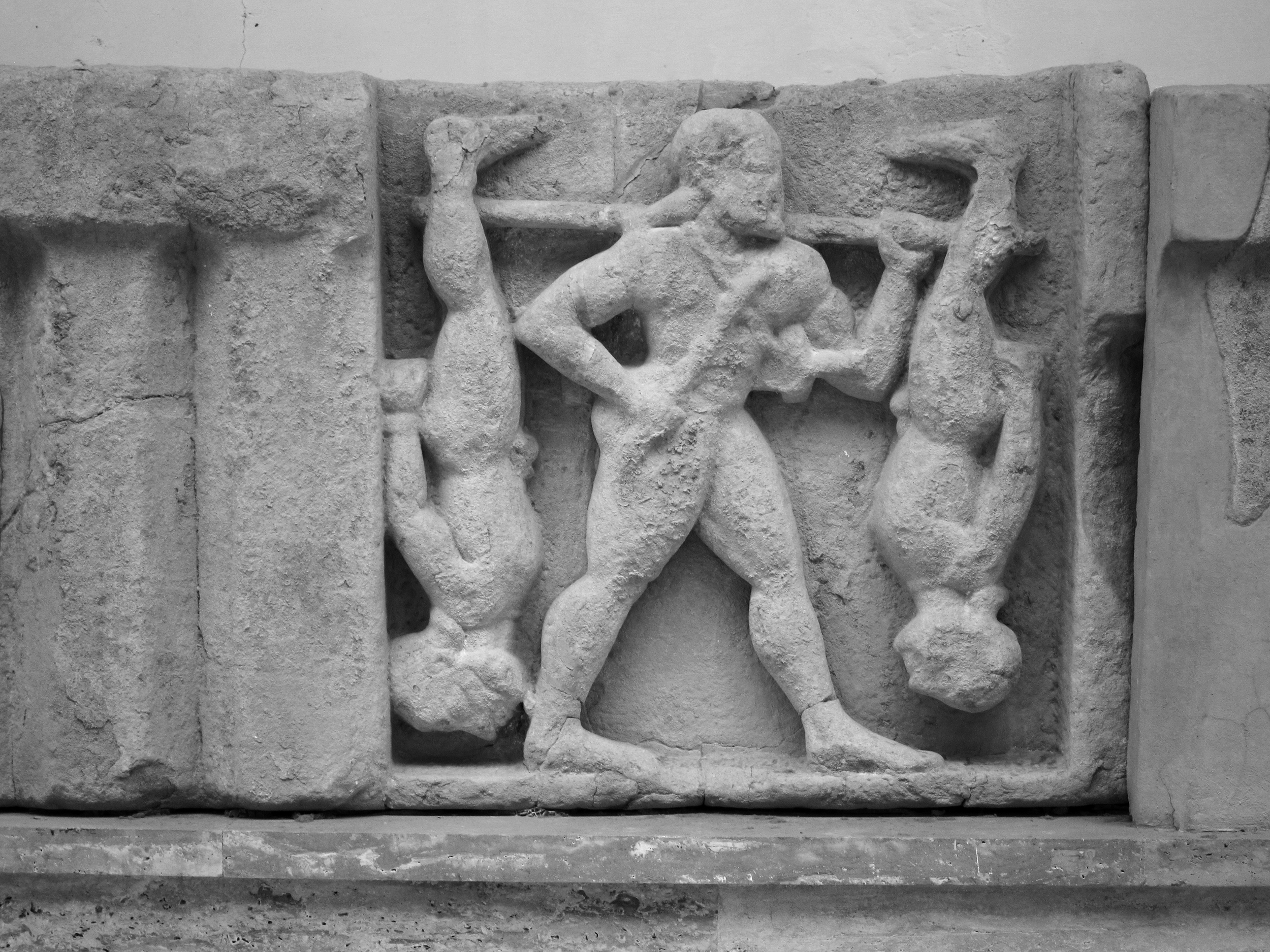
Eracle e i due Cercopi

I Cercopi (in greco antico: Κέρκωπες?, Kerkōpes) erano, nella mitologia greca, due fratelli che vivevano nella regione delle Termopili, nell'isola di Eubea o in Asia minore.
I Cercopi erano due briganti celebri per i loro spergiuri, gli imbrogli ed i furti, ed erano figli di Teia e Oceano. I loro nomi variano a seconda dell'autore: Passalo e Acmone, Basala e Achemone, Olo ed Euribato, Sillo e Triballo.

## Il mito
Un giorno che Eracle si trovava in Lidia al servizio della regina Onfale e si stava riposando, i due gemelli gli sottrassero le armi e lui scoprì l'accaduto dopo il suo risveglio. Vinti i due briganti, li legò alle estremità di due aste mettendoli a testa in giù dietro la schiena. Durante la loro infanzia la madre gli profetizzò che un uomo di nome "Melampigo" (sedere nero) li avrebbe un giorno vinti ed Eracle, la cui pelle di leone scopriva i glutei, aveva il sedere abbronzato, così quando i due Cercopi se ne accorsero scoppiarono a ridere. 

Quando Eracle chiese il motivo di tanta ilarità la risposta lo divertì tanto che li lasciò liberi.
Secondo un'altra versione del mito, seppur avvertiti dalla madre di prestare attenzione al prode Eracle, da lei citato come "Sedere bruciacchiato", essi, trasformatisi in mosconi, gli davano fastidio ronzando ogni notte vicino al suo letto e rapinandolo.

Una notte però lui riuscì a farli prigionieri per poi darli ad Onfale come schiavi, oppure li uccise, oppure li liberò perché divertito dai loro scherzi.
In seguito, Zeus, infuriato perché avevano tentato di ingannarlo, li avrebbe trasformati in scimmie, deportandoli nell'isola di Pitecusa (in greco, "scimmia"), che da loro prenderebbe il nome dove la loro discendenza diede il nome all'arcipelago (isole delle scimmie).
Secondo un'altra versione Zeus li trasformò invece in rocce nei pressi delle Termopili, dove esisteva effettivamente un santuario dedicato ai Cercopi.

### Credenze legate ai Cercopi
I Cercopi erano anche gnomi che turbavano i sogni: per scacciarli, si doveva invocare l'aiuto di Eracle. In seguito, vengono raffigurati come cercopitechi, come indica il loro stesso nome. Del resto, se ne trovano in abbondanza a Gibilterra, un luogo fortemente legato al mito di Eracle, poiché vicino, appunto, alle cosiddette colonne di Ercole.
Pitecusa, invece, è probabilmente il nome delle isole di Ischia e di Procida: qui non si sono mai viste scimmie simili.

## Iconografia
Alcune rappresentazioni dei Cercopi ci giungono dal Tempio C di Selinunte e dalla casa degli affreschi di Akrotiri, e in una metopa proveniente dal Santuario di Hera presso Paestum.